# Schloßhübel
Der Schloßhübel ist ein ehemaliges Naturschutzgebiet im Saarpfalz-Kreis im Saarland. Der Schloßhübel liegt auf der Gemarkung von Gersheims Ortsteil Utweiler im Biosphärenreservat Bliesgau direkt an der deutsch-französischen Grenze. Zum Naturschutzgebiet wurde das Areal am 3. April 1992 ausgewiesen. Im Jahr 2017 wurde das Gebiet in das neu geschaffene Naturschutzgebiet Bickenalbtal integriert.

## Vegetation
Auf dem 6 ha großen Gelände befinden sich Biotopkomplexe im Bereich des Muschelkalks sowie Lebensgemeinschaften des Kalk-Halbtrockenrasens, der Salbei-Glatthaferwiesen, der Ackerwildkrautfluren sowie der wärmeliebenden Gebüsche.